# Adesmia hystrix
Adesmia hystrix är en ärtväxtart som beskrevs av Rodolfo Amando Philippi. Adesmia hystrix ingår i släktet Adesmia och familjen ärtväxter. Inga underarter finns listade i Catalogue of Life.